# Lucas Steijn
Lucas Steijn (1 augustus 1986) is een Nederlands voormalig basketballer. Van 2005 tot 2009 speelde Steijn in de Verenigde Staten voor de college-teams van Indiana University, John A. Logan College en Idaho State University. In 2013 maakte hij zijn debuut in de eredivisie met BC Apollo.

## Erelijst
- DBL All-Rookie Team (1): 2014